# ピンチョ・モルノ

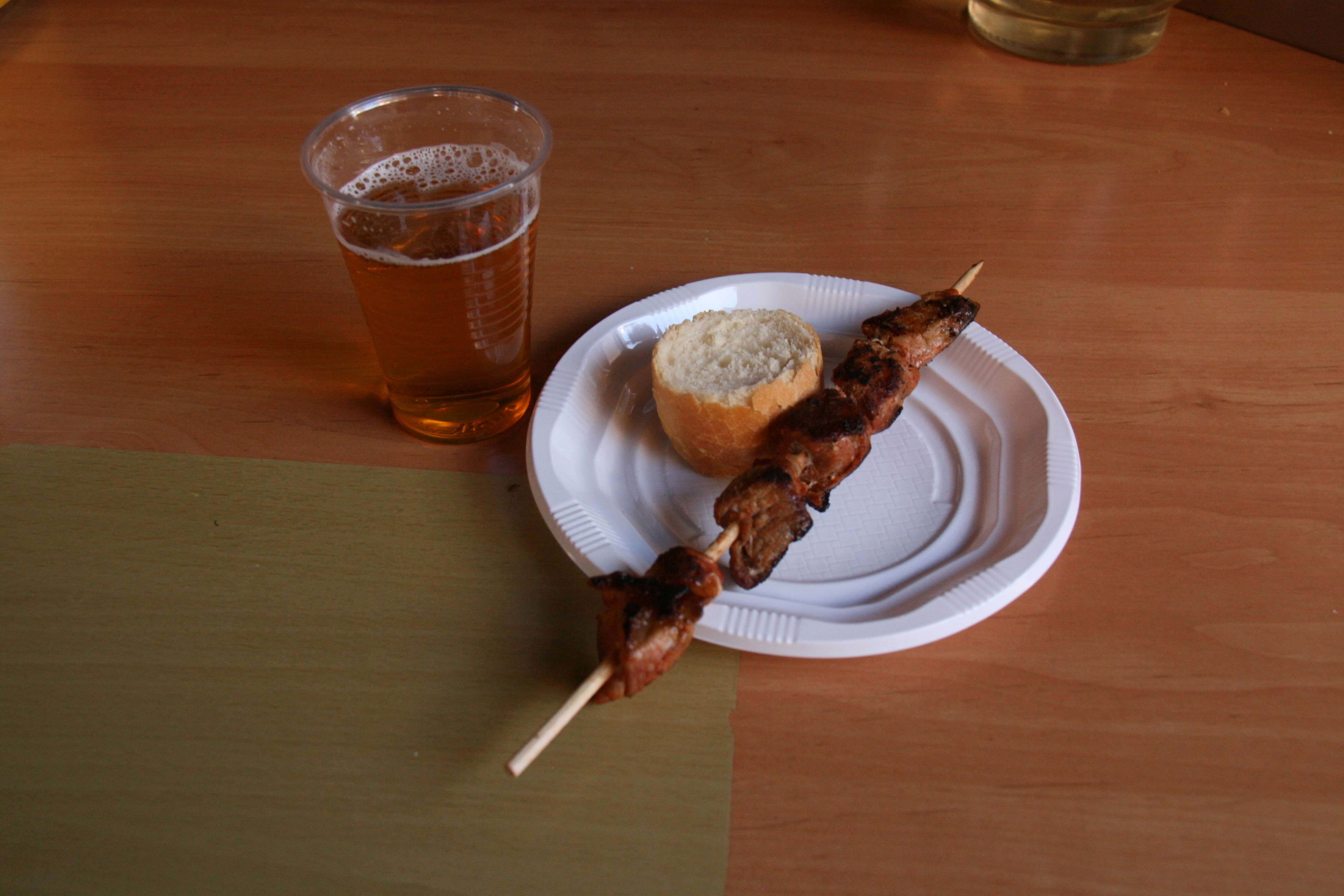
ピンチョ・モルノ（Pincho moruno）

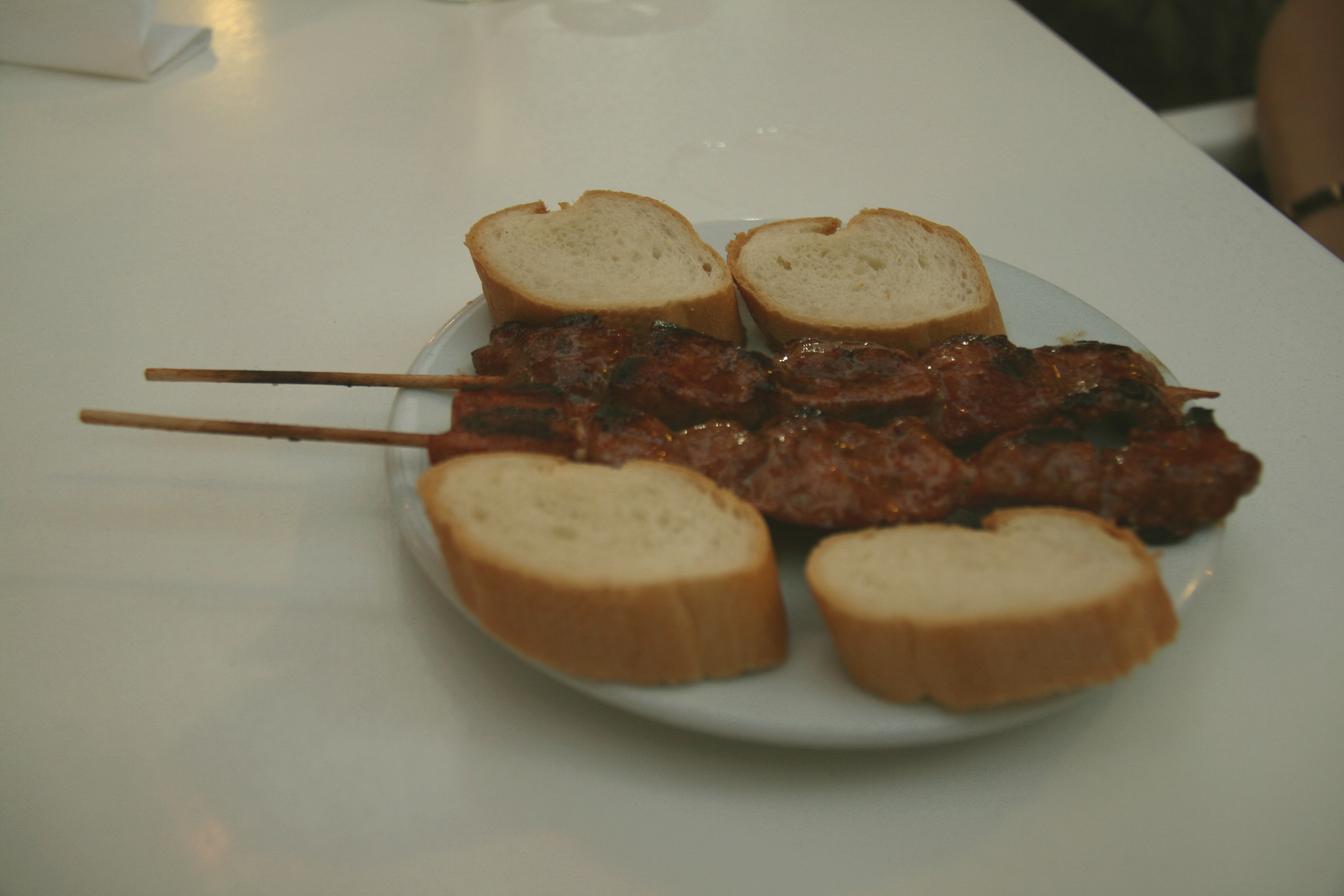
ピンチョ・モルノ（Pincho moruno）

ピンチョ・モルノ（pincho moruno、串焼き）は、スペイン料理を代表する肉料理のひとつ。ピンチョ・モルーノとも表記される。pinchoは串の意味で，直訳すれば「ムーア人のケバブ（串）」あるいは「モーロ風ピンチョ（串焼き）」という意味になる。

## 特徴
香辛料でマリネした豚肉や鶏肉を串焼きにしたもの。数cmに切った肉の角切りを準備する。下準備として、ニンニクやパセリ、カイエンヌ（カイエンペッパー）、パプリカ、唐辛子などの香辛料を含むタレに肉をつけておく。つけ込んだ肉を、20-25 cmの金属製または木製の串に刺して、オリーブオイルをつけて鉄板や大型のフライパンで焼く。塩とクミンを振りかけて味付けする。

## 習慣
店では、ビールなどのアルコール類と一緒に野菜やフライドポテト、パンとともに平皿に盛りつけられることが多い。スーパーマーケットや精肉店では、焼く前段階の串の形で売られることが多い。

## 起源
「ムーア人のケバブ」とあるように、イスラムの影響を受けた料理と考えられ、北西アフリカに近いアンダルシア州など南部でよく食べられる。また、牛肉でも類似のものができ、北アフリカやトルコ、新疆などでも似た伝統料理が存在する。